# Walter Moore
Walter Andre Moore (Georgetown, 1 de septiembre de 1984) es un futbolista de Guyana que juega como defensa. Su equipo actual es el AC Oulu de la Ykkönen.

## Trayectoria
Debutó con 19 años para el Alpha United. Tras tres buenas temporadas, en el 2006 tuvo su primera incursión en el extranjero cuando fue a jugar para el North East Stars de Trinidad y Tobago. Solo estuvo ese año, ya que al año siguiente fichó para el Caledonia AIA.
A inicios del 2010, Caledonia AIA cedió a Moore a su club de origen por unos meses. Expirado el plazo volvió a jugar para el club trinitario. En abril de 2011, su club vuelve a cederlo, esta vez al Charlotte Eagles de la USL Professional Division. Con el cuadro de las "águilas", disputó 18 partidos y anotó un gol.
A finales del 2011 regresó al Caledonia AIA, en donde sigue jugando hasta la actualidad.

## Selección nacional
Walter Moore es el segundo futbolista que más partidos ha jugado para Guyana. Disutó 67 partidos con los Jaguares Dorados, ubicándose detrás de Charles Pollard. Marcó su debut el 15 de febrero de 2004 en un amistoso contra Barbados. A partir de dicho encuentro, se convirtió en una pieza inamovible en la defensa.
Ha jugado por su selección en la edición clasificatoria a la Copa Mundial del 2006, 2010 y 2014, además de otros partidos, como de la Copa del Caribe.
Ha anotado 5 goles en 71 partidos jugados.

## Clubes
| Club                | País              | Año           |
| ------------------- | ----------------- | ------------- |
| Alpha United FC     | Guyana            | 2003 - 2005   |
| North East Stars    | Trinidad y Tobago | 2006          |
| Caledonia AIA       | Trinidad y Tobago | 2007 - 2009   |
| Alpha United FC     | Guyana            | 2010          |
| Caledonia AIA       | Trinidad y Tobago | 2010 - 2011   |
| Charlotte Eagles    | Estados Unidos    | 2011          |
| Caledonia AIA       | Trinidad y Tobago | 2011-2015     |
| FF Jaro Pietarsaari | Finlandia         | 2015-2017     |
| AC Oulu             | Finlandia         | 2018-presente |